# 塞勒姆 (新罕布什爾州)
塞勒姆（英語：Salem）是一個位於美國新罕布什爾州羅京安縣的鎮。

## 人口
根據2020年美國人口普查的數據，塞勒姆的面積為67.07平方千米，當中陸地面積為64.33平方千米，而水域面積為2.73平方千米。當地共有人口30089人，而人口密度為每平方千米449人。